# Philip Donald Estridge
Philip Donald Estridge (Jacksonville, 23 de junho de 1937 - Aeroporto Internacional de Dallas/Fort Worth, 2 de agosto de 1985) ou Don Estridge, liderou o desenvolvimento do PC original e por isto é conhecido como o "pai do IBM PC". As suas decisões mudaram dramaticamente a indústria de computadores, resultando num vasto aumento do número de computadores pessoais vendidos, e criando toda uma indústria de fabricantes de componentes para PCs.
Em 1983, Steve Jobs ofereceu-lhe o cargo de presidente da Apple Computer com um salário anual de US$ 1 milhão, mais um bônus de US$ 1 milhão na assinatura do contrato e mais US$ 2 milhões para comprar uma casa. Estridge recusou a oferta.
Morreu no desastre aéreo do Voo Delta Air Lines 191, que ocorreu no Aeroporto Internacional de Dallas/Fort Worth em 2 de agosto de 1985.